# 清水美依紗
清水 美依紗（しみず みいしゃ、2000年3月10日 - ）は、日本の歌手、女優、声優、タレント、 YouTuber。三重県鈴鹿市出身。ホリプロ所属。

## 来歴・人物
フィリピン人の母と日本人の父の間に生まれ、日本で育つ。音楽好きの母の影響で3歳からピアノとバイオリンを始め、愛知県名古屋市の同朋高等学校（音楽科）の声楽専攻声楽コースに進学しオペラを勉強した。
2016年5月、米人気歌手のアリアナ・グランデの来日に合わせたオーディションで名古屋地区代表としてレイ名義で出場し、審査員特別賞に選ばれる。高音域の声質が似ているため「三重のアリアナ・グランデ」と称される事もある。
三重県の実家から名古屋の高校に通い、『三重の天才女子高生』として音楽番組に出演。
ある日、May J.の「本当の恋」を歌い動画投稿サイトにアップロードしたところ、たまたまMay J.本人がその動画を発見。歌の上手さに感動したMay J.が、自らの全国ツアーのオープニングアクトにスカウト、同ツアーに参加して前座を務める。
2016年の夏、短期の語学留学で米国を訪れた際にニューヨークにあるライブハウス「アポロ・シアター」で歌う。同朋高等学校ではフォークソング部に所属しボーカルを担当。
THEカラオケ★バトルの第86回『全国統一最強歌うま王決定戦』（2017年9月20日）で美女と野獣を歌い、優勝。
高校卒業後はアメリカ・ニューヨークにあるニューヨークフィルムアカデミー・ミュージカルシアターに留学し、ミュージカルなどを勉強。この留学はあくまでも歌手になるための過程のつもりだったが、学んでいくうちにミュージカルの楽しさを知り、興味を持つようになる。またミュージカルの勉強を通じて、歌における歌詞の大切さにも気付くことになり、この留学で得た経験はその後の価値観を大きく変えるきっかけとなった。
2020年3月、帰国後に始めたTikTokでディズニーや洋楽などのカバーを行い、フォロワー数を獲得。
2021年6月、ディズニーのグローバルな祭典「アルティメット・プリンセス・セレブレーション」の日本版テーマソング「Starting Now 〜新しい私へ」の歌唱アーティストに選ばれる。
2022年4月、ユニバーサルミュージック・Virgin Musicからメジャー・デビュー・デジタルシングル「High Five」をリリース。また9月には、『フィスト・オブ・ノーススター〜北斗の拳〜』マミヤ役に抜擢され、ミュージカルに初出演。
2023年11月22日、初ワンマンライブ『清水美依紗 1st Solo Live ‘Style’』を神奈川・SUPERNOVA KAWASAKIにて開催。
2024年5月7日より、初のソロツアー『Cherish』を東京と大阪で開催
。
2025年3月7日公開の映画「ウィキッド ふたりの魔女」の
グリンダ役（演：アリアナ・グランデ）の日本語吹き替えを担当。

## 出演

### 舞台
- ミュージカル『フィスト・オブ・ノーススター〜北斗の拳〜』（2022年9月25日 - 30日、Bunkamuraオーチャードホール / 10月7日 - 10日、キャナルシティ劇場）- マミヤ 役[22]
- ブロードウェイミュージカル『ビートルジュース』（2023年8月4日 - 27日、新橋演舞場 / 9月2日 - 8日、御園座 / 9月13日 - 27日、大阪松竹座） - リディア 役[23]
- ミュージカル『ジョジョの奇妙な冒険 ファントムブラッド』（2024年2月12日 - 28日、帝国劇場 / 3月26日 - 30日、札幌文化芸術劇場 hitaru / 4月9日 - 14日、兵庫県立芸術文化センター KOBELCO 大ホール） - エリナ・ペンドルトン 役[24][25]
- ミュージカル『レ・ミゼラブル』（2024年12月16日 - 2025年2月7日、帝国劇場） - エポニーヌ 役[26]
- ミュージカル『バグダッド・カフェ』（2025年11月2日 - 23日〈予定〉、シアタークリエ） - フィリス 役[27]

### 吹き替え
- ウィキッド ふたりの魔女（2025年3月7日公開、東宝東和） - グリンダ 役（演：アリアナ・グランデ）[28]

### 特別番組
- 24時間テレビ 愛は地球を救う47（2024年8月31日 - 9月1日、日本テレビ）[29]

## ディスコグラフィ

### デジタル・シングル
ユニバーサルミュージック
1. Starting Now 〜新しい私へ（2021年6月22日）
  - ウォルト・ディズニー・ジャパン株式会社による、ディズニー・プリンセスをテーマにしたグローバルなプロジェクト「アルティメット・プリンセス・セレブレーション」（2021年春から2022年夏まで開催予定）日本版テーマソング。
  - ブランディが同年5月21日にリリースした楽曲「Starting Now」のカバーである。
  - 2021年8月4日発売予定の『アルティメット・プリンセス・セレブレーション・アルバム』（CD/デジタル配信）にも収録された。
2. High Five（2022年4月22日）
3. Niji（2022年8月24日）
4. Home（2023年5月17日）
5. Style（2023年10月25日）
6. Sugar（2024年1月11日）
  - テレビ東京系 ドラマNEXT「パティスリーMON」主題歌[30]
7. Message（2024年3月29日）
  - ショート・ドラマ『あげりこ学園 -卒業篇-』主題歌[31]
8. #dont_care（2024年5月7日）
9. Wave（2024年7月2日）
  - テレビアニメ『僕の妻は感情がない』エンディングテーマ[32]
10. TipTap（2024年10月9日）
  - フジテレビ系ドラマ『全領域異常解決室』オープニングテーマ[33]
11. Finale（2025年1月11日）
  - テレビ東京系 ドラマ24『家政婦クロミは腐った家族を許さない』主題歌[34]
12. 花占い（2025年4月3日）
  - 中京テレビ / 日本テレビ系 水曜プラチナイト ドラマ『霧尾ファンクラブ』オープニングテーマ[35][36]